# 淡島神社 (沼津市内浦重寺)

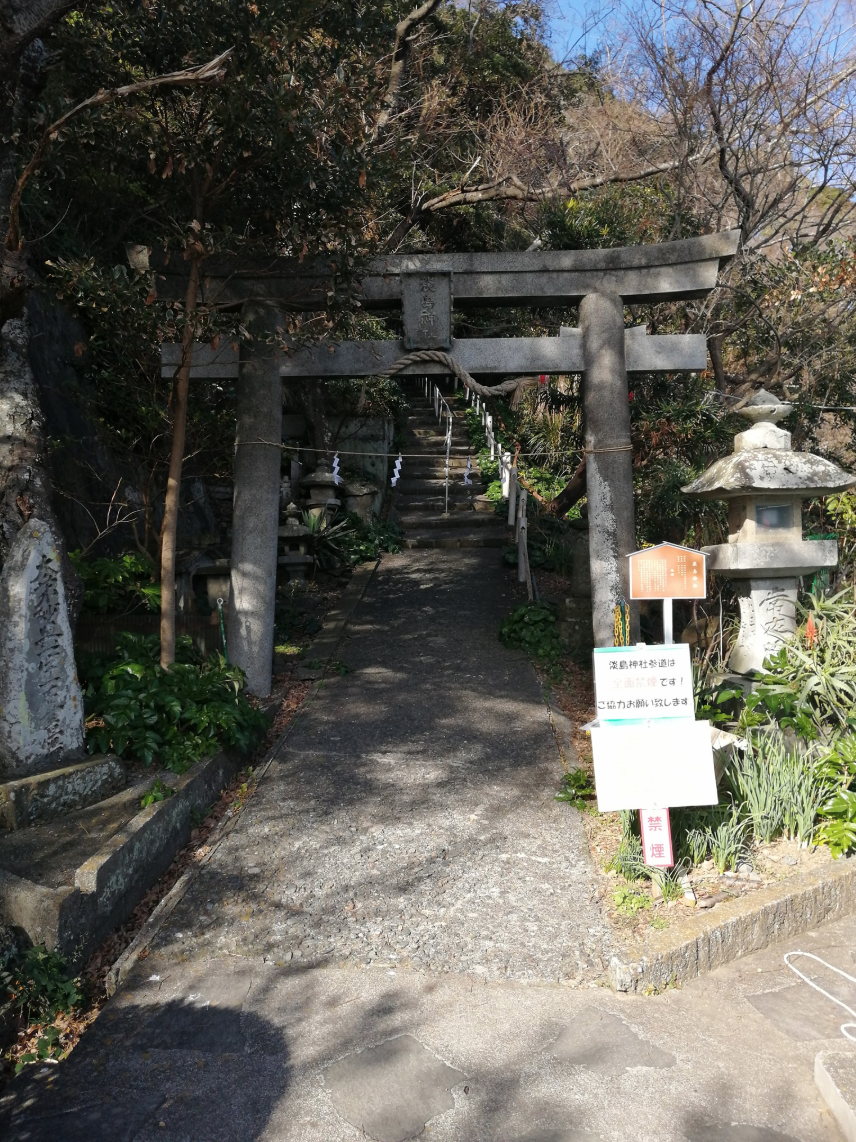
鳥居と参道階段

淡島神社（あわしまじんじゃ）は、静岡県沼津市内浦重寺の淡島にある神社。正式名称は厳島神社（いつくしまじんじゃ）だが、一般的には通称の「淡島神社」の名で呼ばれ、鳥居の扁額や案内板の多くも「淡島神社」表記を用いている。

## 概要
淡島の中央山上、標高137mの地点に鎮座しており、島の東側にある参道の階段を上って参拝する格好になる。麓の案内板には、参道が往復で徒歩50分掛かるそれなりに険しい階段道である旨を伝える注意書きが為されている。
島に渡るには、対岸との間を往復するあわしまマリンパークの連絡船を使う必要があり、運賃込みの入園料を払う必要がある。
江戸時代までは「淡島弁財天」として地元漁民の崇敬を集めており、宝永5年12月（1709年）に社殿が創られた。明治の神仏分離に伴って厳島神社へと形を変えた。
アニメ「ラブライブ!サンシャイン!!」に登場する神社としても知られ、ファンの聖地の1つとなっている。

## 祭神
- 市杵島姫神